# Castillo de Râşnov
La ciudadela de Râşnov (en rumano: Cetatea Râșnov, en húngaro: Barcarozsnyó vára, en alemán: Rosenauer Burg) es una fortaleza medieval de tipo Fliehburg situada en Râșnov, distrito de Brașov, Rumanía. Fue construida entre 1211 y 1225.
Fue construida como parte de un sistema de defensas de los pueblos transilvanos expuestos al riesgo de las invasiones externas. La fortaleza era guarnecida tanto por las comunidades rumanas como por las sajonas. Era clave en la defensa de la ruta de invasión que seguía el paso de Bran y el valle del Râșnoava, pasando por Râşnov hacia Brașov u otra área del Burzenland. Cuando llegaban los invasores se refugiaban en el castillo los habitantes de Cristian y Ghimbav. Obligados a permanecer allí durante largas temporadas, fueron transformándolo en residencia.

## Historia
Las excavaciones arqueológicas revelaron la existencias de restos de fortificaciones en esta colina desde tiempos prehistóricos y dacios. 
La fortaleza inicial medieval se considera construida entre 1211 y 1225, durante el dominio teutónico en Burzenland, aunque no se hallado evidencia arqueológica que confirme esta datación. En 1335, durante una incursión tártara, Râșnov y Brașov eran los únicos lugares fortificados que no fueron conquistados. Esta mención constituye la primera mención documentada de la ciudadela.
Hasta la construcción del castillo de Bran para proteger la aduana real trasladada a Bran desde Rucăr, el castillo de Râşnov era el primer punto fortificado al entrar en Transilvania. En 1421, la fortaleza fue sitiada por primera vez por un ejército otomano. El emperador Segismundo visitó la ciudad en 1427, concediéndole el derecho a organizar ferias. En 1600, Miguel el Valiente se retiró aquí con sus tropas y su esposa Doamna Stanca tras la derrota en la batalla de Mirăslău.

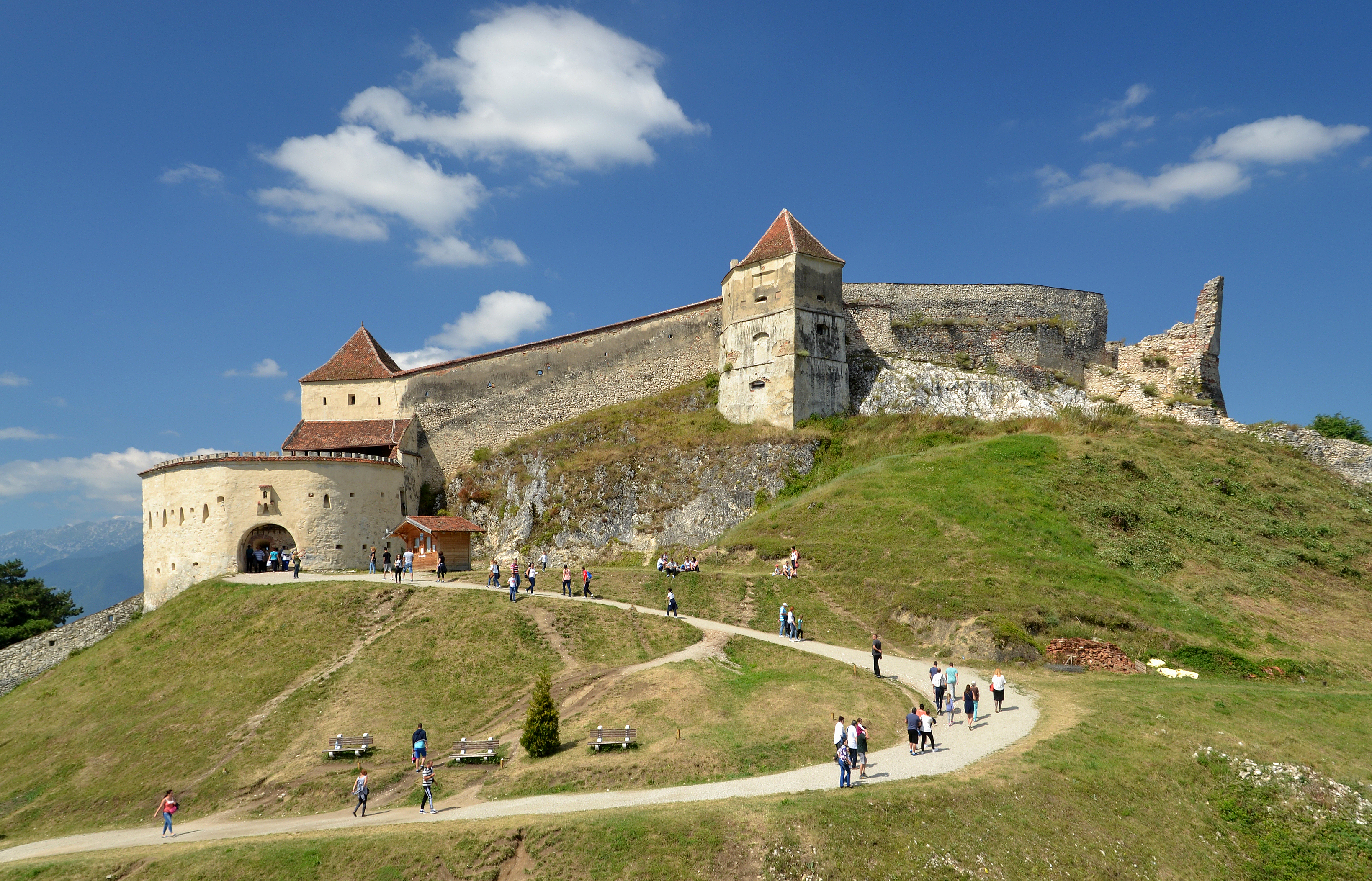
Una de las puertas del castillo.

En 1612, bajo el señorío de Gabriel Báthory la fortaleza fue por primera y única vez conquistada, debido a la falta de agua motivada por el descubrimiento por parte del enemigo del sendero que llevaba a un manantial secreto. Para que el suministro de agua no se convirtiera en una flaqueza de la ciudadela se llevó a cabo la excavación de un pozo en el interior del castillo entre 1623 y 1642. 
En 1718 la fortaleza fue parcialmente destruida por un incendio y en 1802 dañada por un terremoto. En 1821, miembros del movimiento revolucionario liderado por Tudor Vladimirescu se refugiaron en la ciudadela en su retirada.
Entre 1848 y 1849, a causa de la situación de Râșnov en la ruta entre los revolucionarios húngaros y las tropas imperiales austríacas, los habitantes se retiraron a la fortaleza, siendo esta la última utilización del castillo como refugio y defensa, pues en 1850, debido a la situación política y al declive de su rol defensivo, fue abandonado, en ruinas desde entonces, con un solo guarda a cargo de dar el aviso en caso de incendios con una campana.
Tras las dos guerras mundiales y el establecimiento del comunismo en Rumanía la fortaleza fue restaurada por primera vez en los años 1955–1956.
Entre 2000–2007, un emprendedor italiano transformó las ruinas en abandono en una pintoresca atracción turística destruyendo y reconstruyendo arbitrariamente partes de los restos arqueológicos. El municipio de Râșnov recuperó la propiedad en 2008 y ha realizado un trabajo de supervisión. 

### Leyenda del pozo

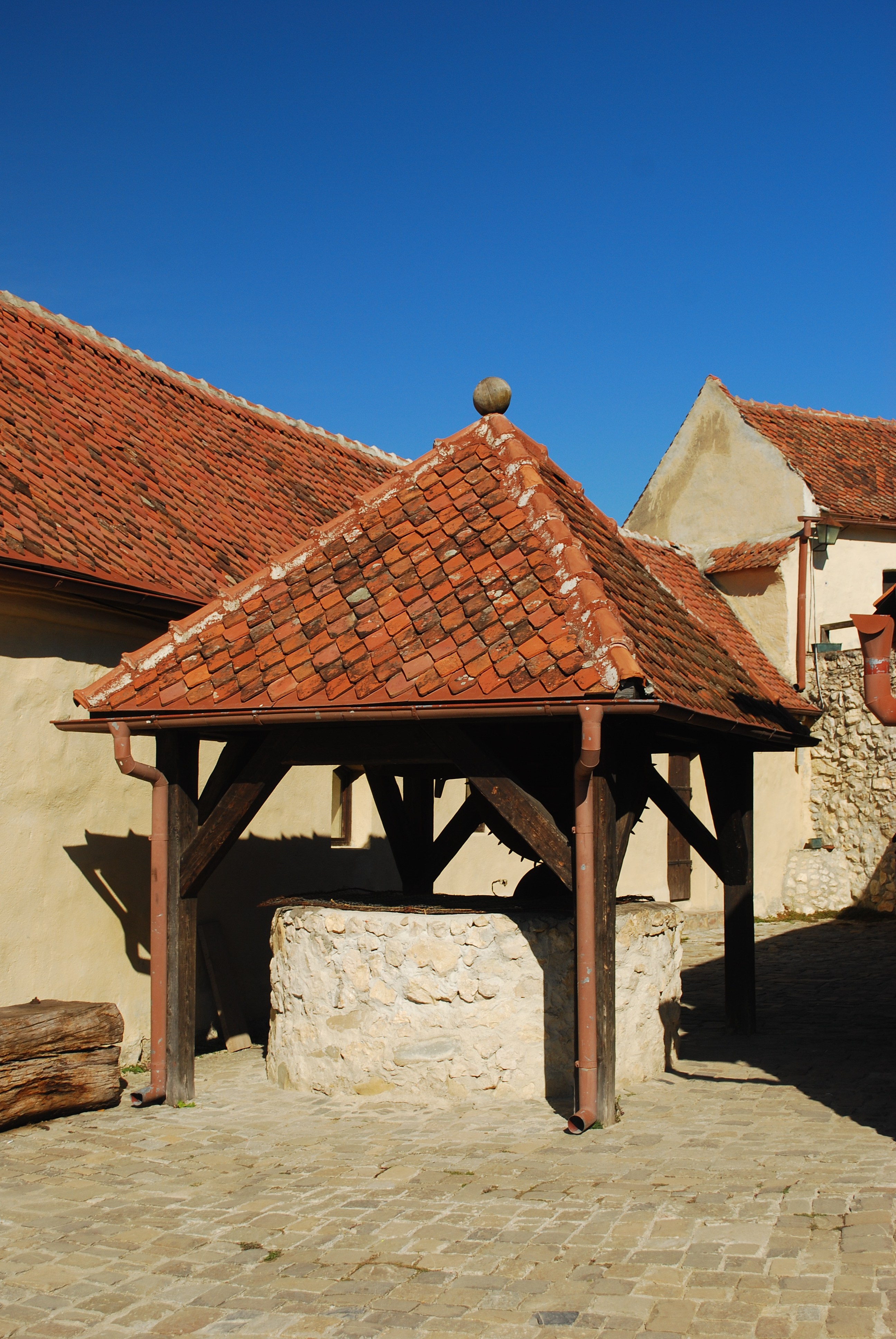
El legendario pozo.

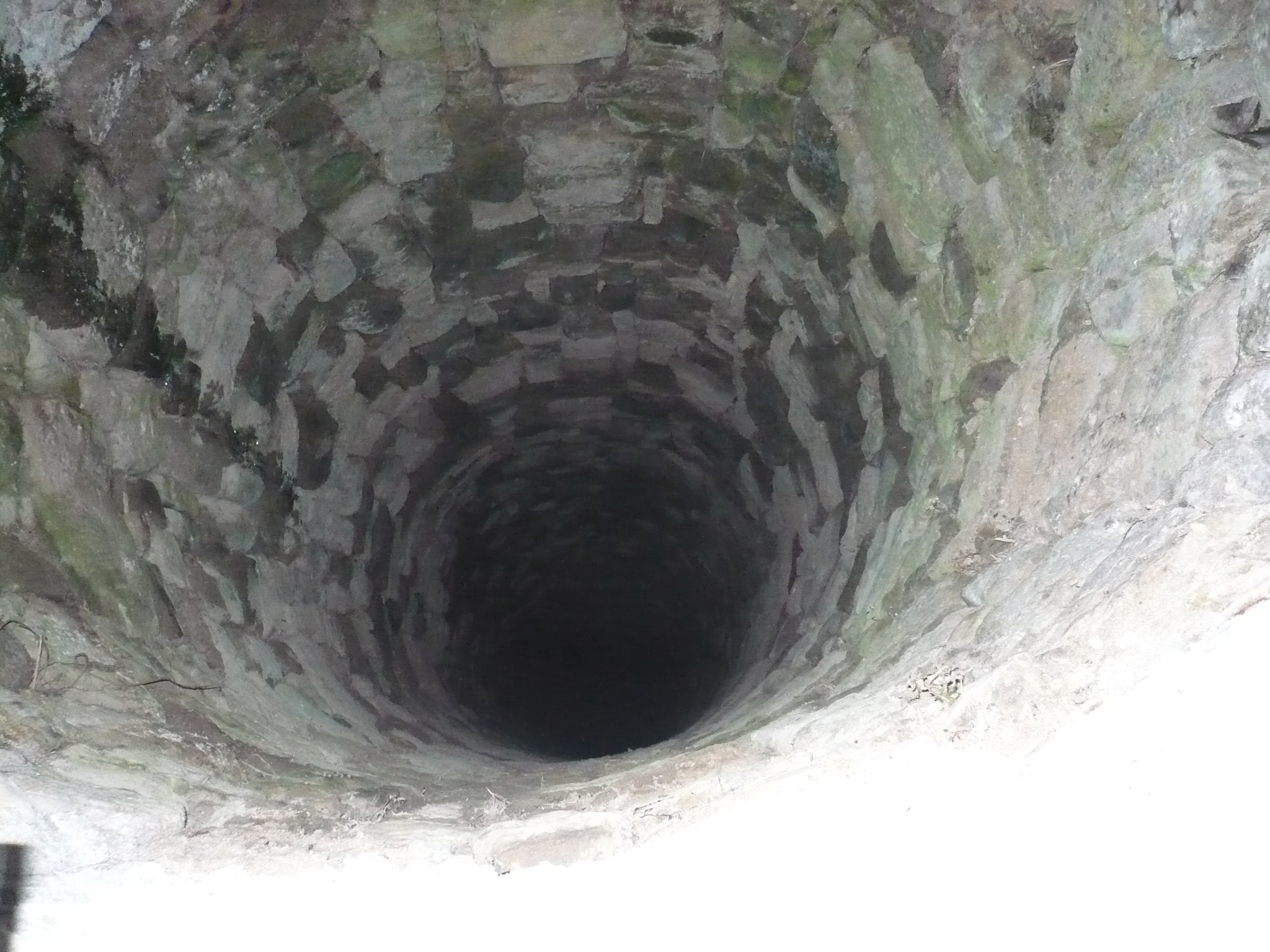
Interior del pozo.

La ausencia de un suministro de agua limitaba la resistencia que los defensores del castillo podían ofrecer a largo plazo. Por ese motivo se decidió comenzar la excavación de un pozo en el suelo rocoso en 1623.
La leyenda dice que durante un asedio, los habitantes del castillo hicieron dos prisioneros turcos a los que hicieron excavar el pozo con la promesa de que ganarían su libertad. Los cautivos excavaron durante 17 años, escribiendo en los muros versos del Corán que aún pueden verse en la actualidad. No se conoce el destino de los cautivos, si murieron o fueron liberados.
El pozo estuvo en uso hasta 1850 cuando un engranaje roto en su sistema de polea causó su abandono.
Los ancianos de Râșnov creen que en lo más profundo del pozo yace un tesoro escondido durante más de 300 años, aunque las investigaciones no han encontrado nada en su interior.

## Arquitectura

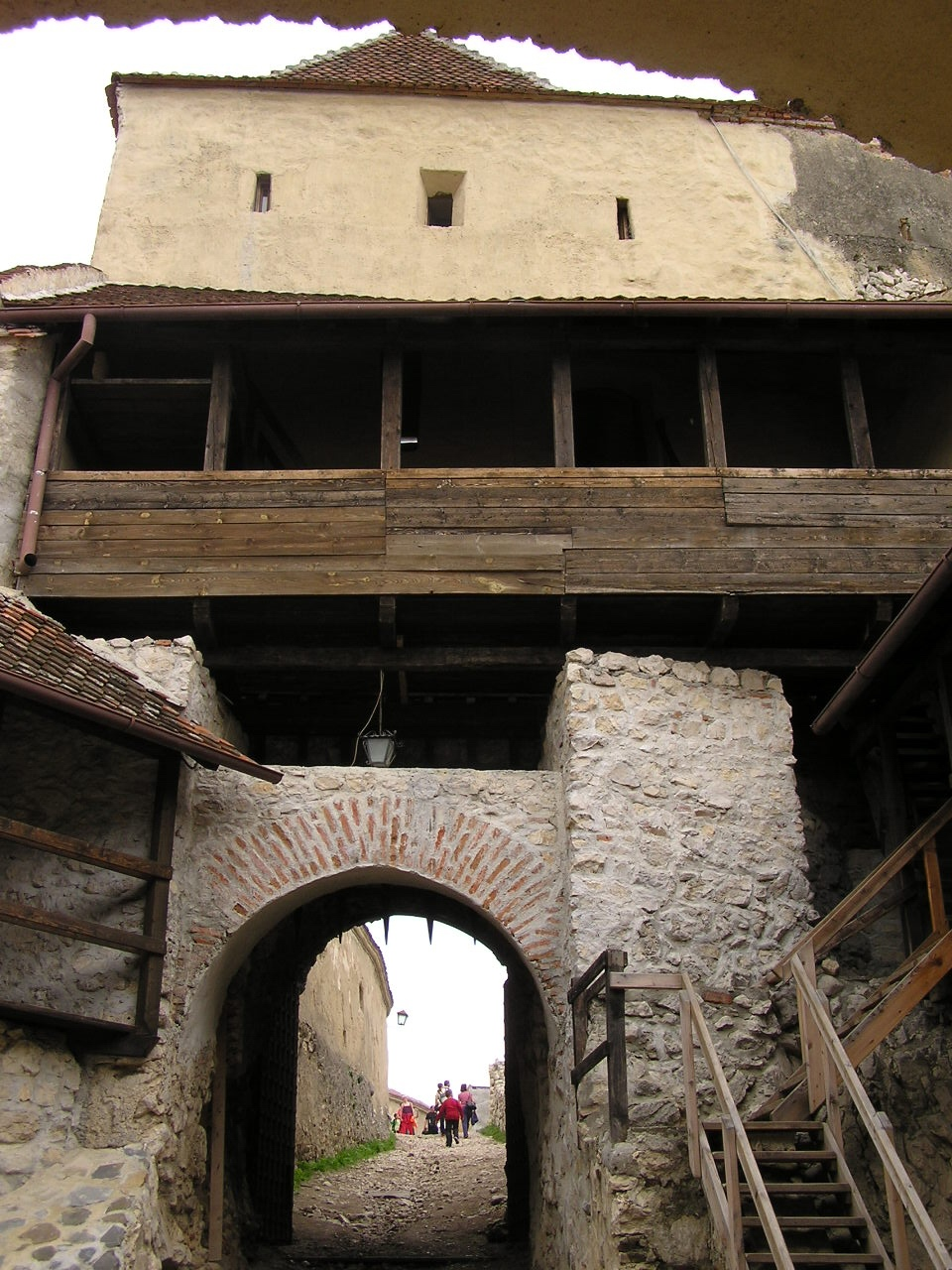
Puerta meridional, cara interior.

La fortaleza tiene un estilo arquitectónico simple, similar a las casas ordinarias del periodo y adaptado a las necesidades de fortificación. Los constructores usaron piedra y ladrillo para construir los muros, y madera para las puertas y plataformas. Las torres y las murallas están cubiertas con tejas para impedir que los atacantes las incendiaran en caso de asedio. Las murallas tienen 5 metros de altura y 1.5 metros de grosor en su parte más ancha, la meridional.
Dos patios componen la fortaleza. El patio exterior se halla frente al muro oriental, limitado por un muro fortificado que dispone de una torre de planta cuadrada. El patio interior representa la parte habitable, por lo que está mejor protegida con muros y torres.
Desde el sur, oeste o norte, el castillo está protegido por escarpados acantilados de unos 150 m, de difícil escalada. Toda el área superior se halla defendido por torres exteriores sobre el flanco septentrional y el ángulo occidental. Debido a su forma en U, el lado este de la fortaleza es el más vulnerable al no contar con obstáculos naturales- Para compensar este defecto, es en este sector donde se encuentran las fortificaciones más potentes.
El área oriental, septentrional y occidental se hallan protegidos por una galería continua con dos fuertes de avanzada y siete torres. Sobre el lado meridional, el más abrupto, sólo hay dos torres.
El patio interior se halla pavimentado con estrechos senderos hechos de piedra que circundan las casas de techos de teja. Se han conservado en el interior de este patio las ruinas de una escuela, una capilla y más de treinta casas destinadas a refugiar a los lugareños y sus posesiones.

## Museo de arte feudal
En la ciudadela se halla ubicado un museo de arte feudal, donde se presentan aspectos de la historia local, costumbres y artesanado de la región, así como objetos y armas.

## Galería

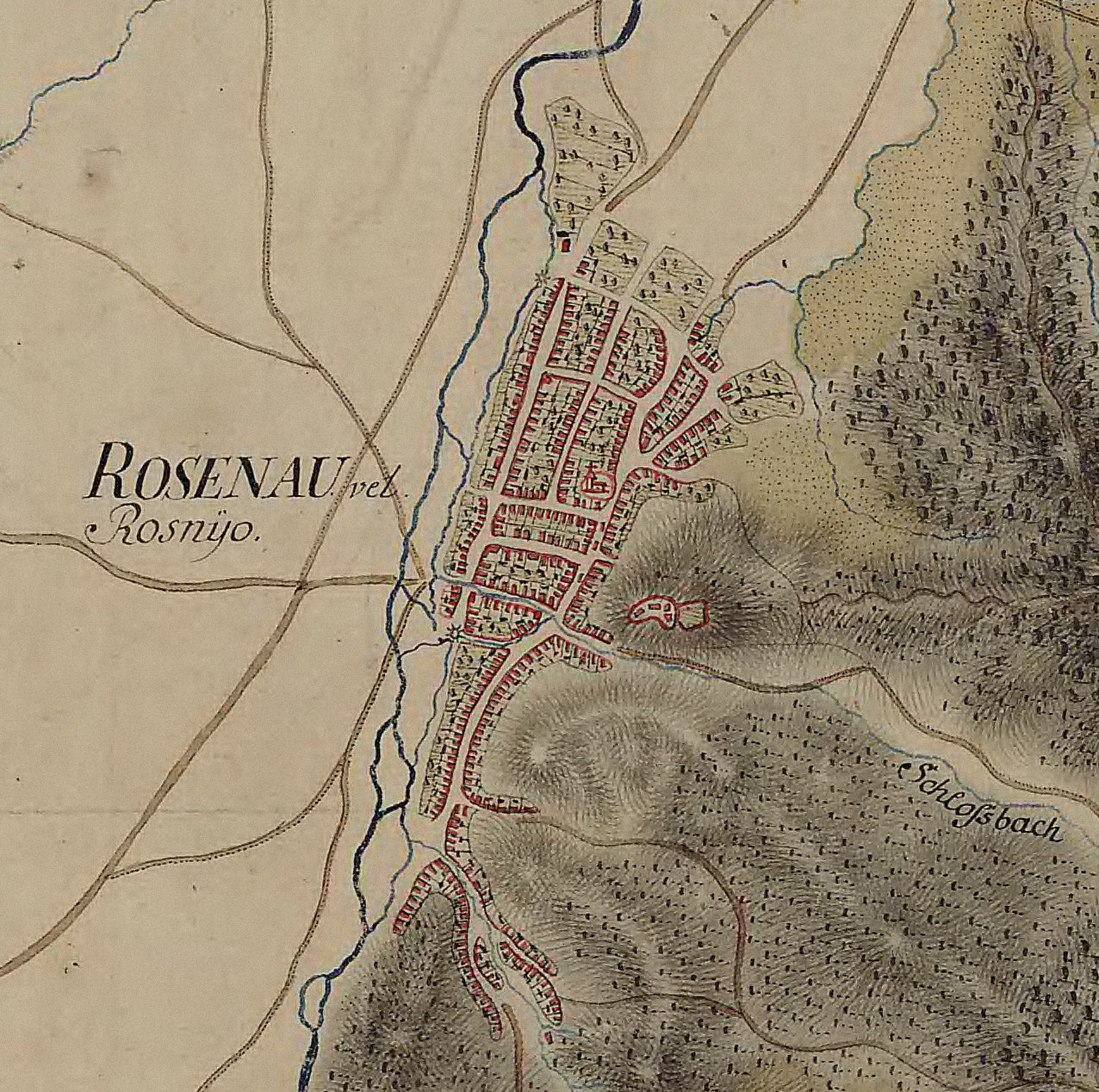
La ciudadela en el Josephinische Landesaufnahme,  finales del siglo XVIII.
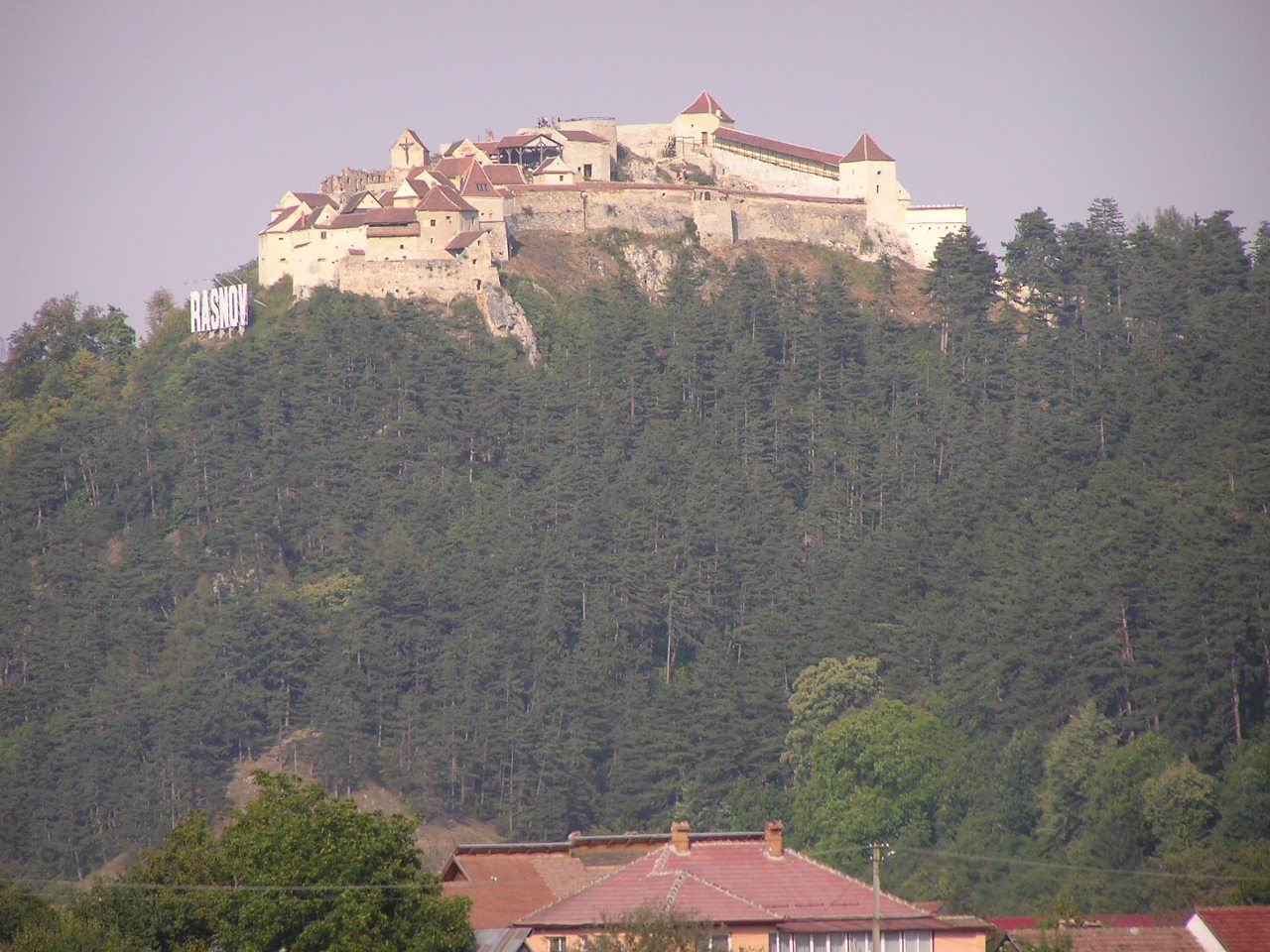
El castillo visto desde la ruta desde Bran.
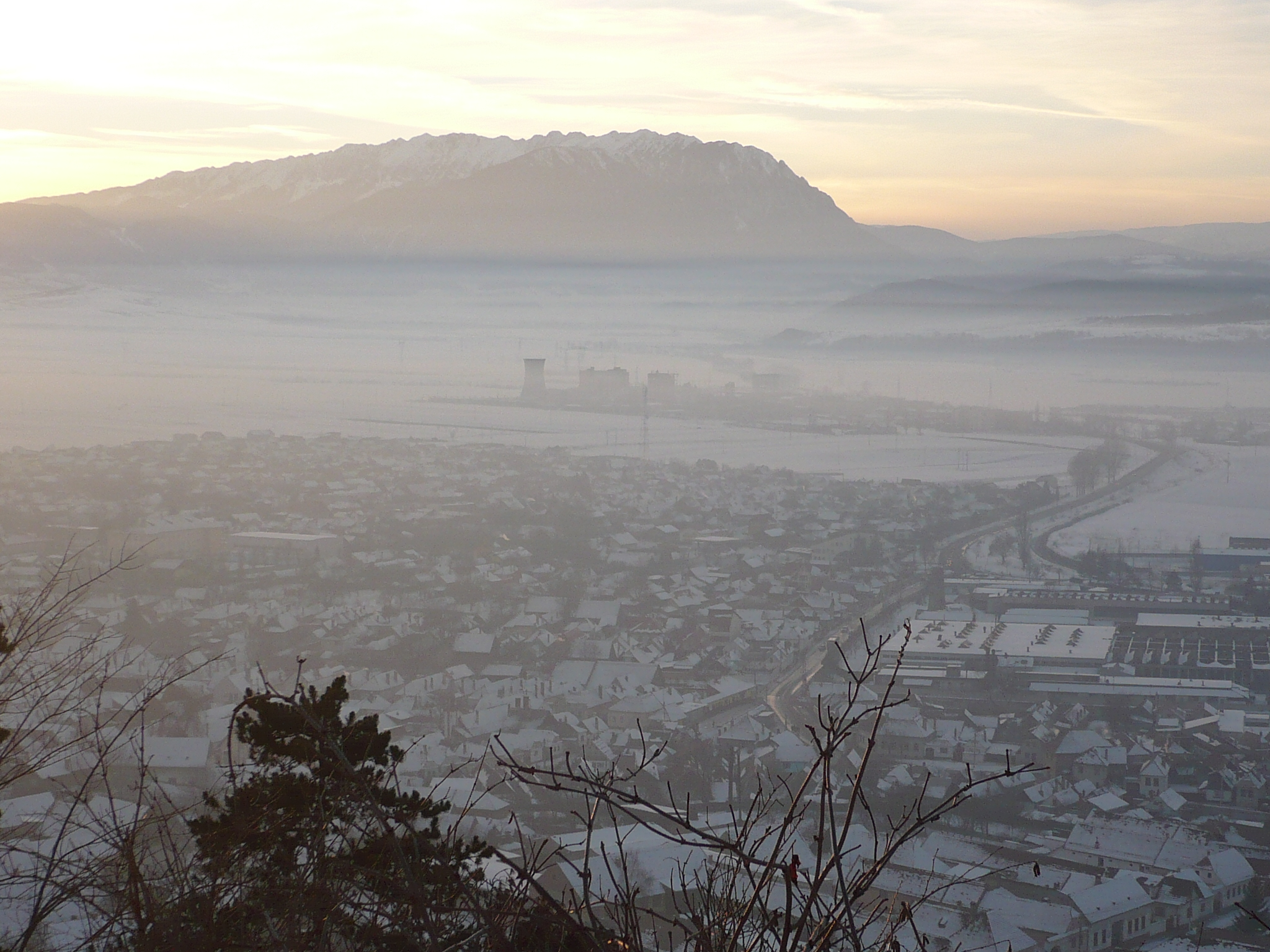
Vista de las montañas Piatra Craiului desde la ciudadela.
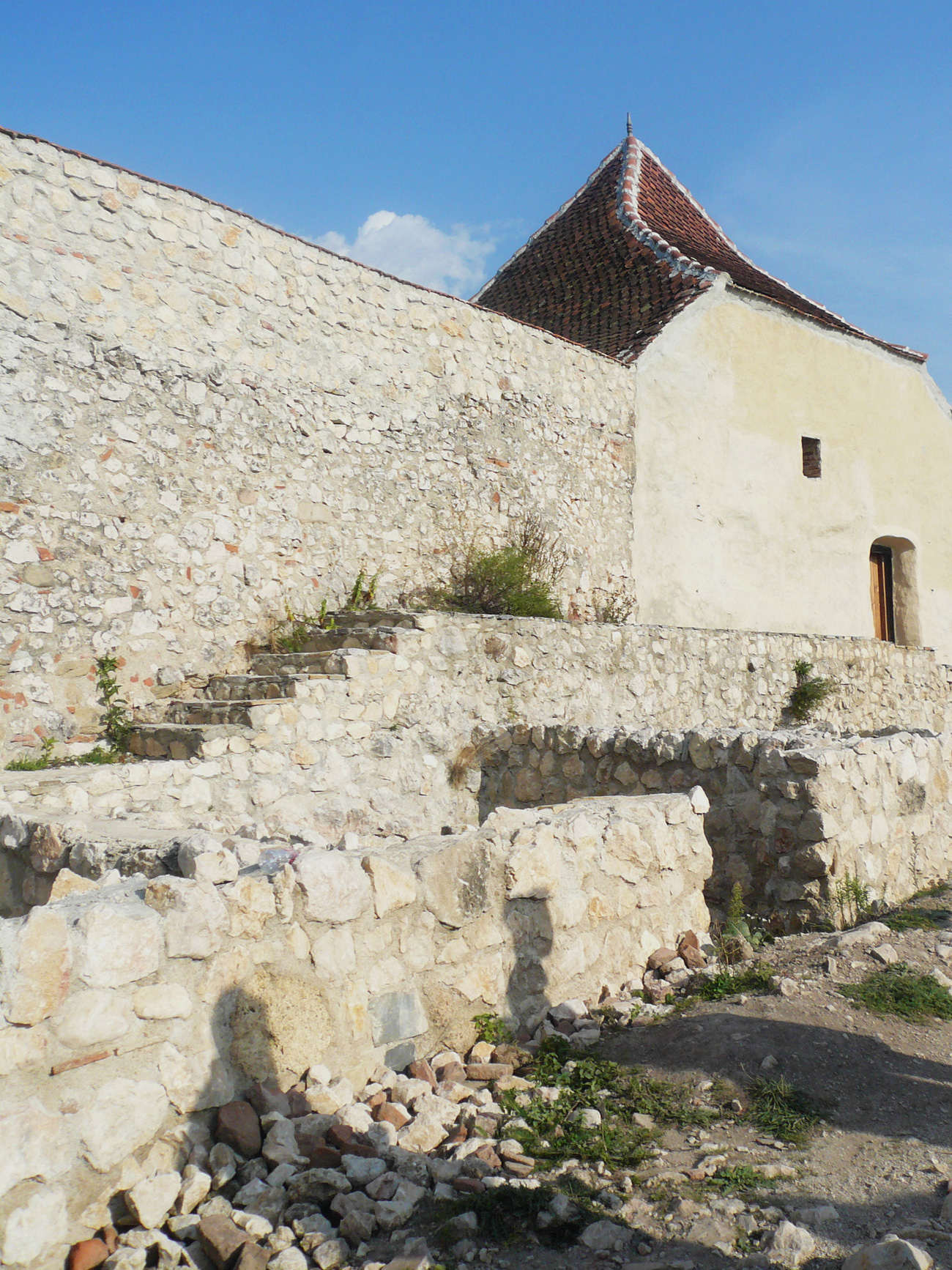
Vista interior de la muralla y una torre.
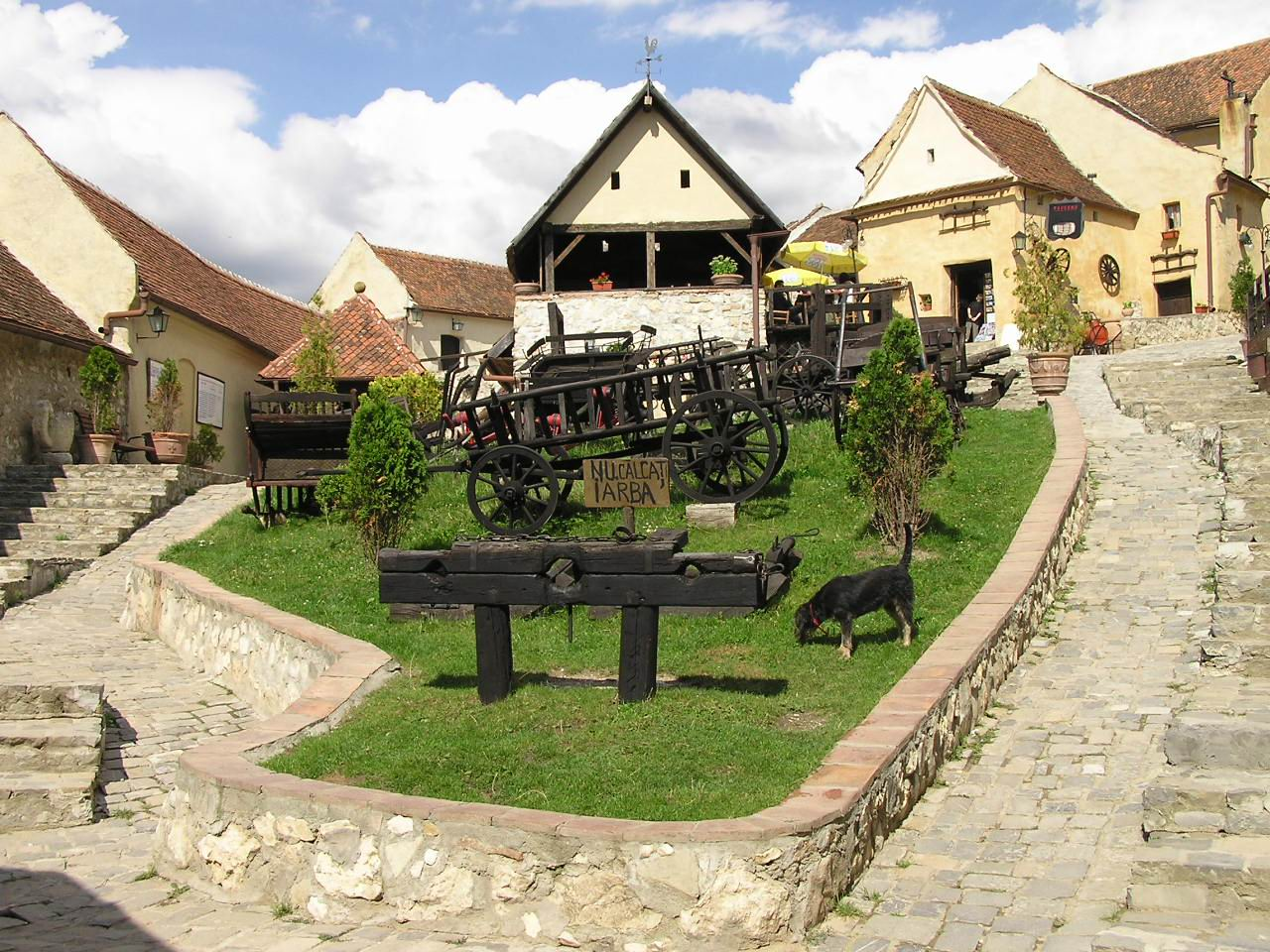
Patio interior.
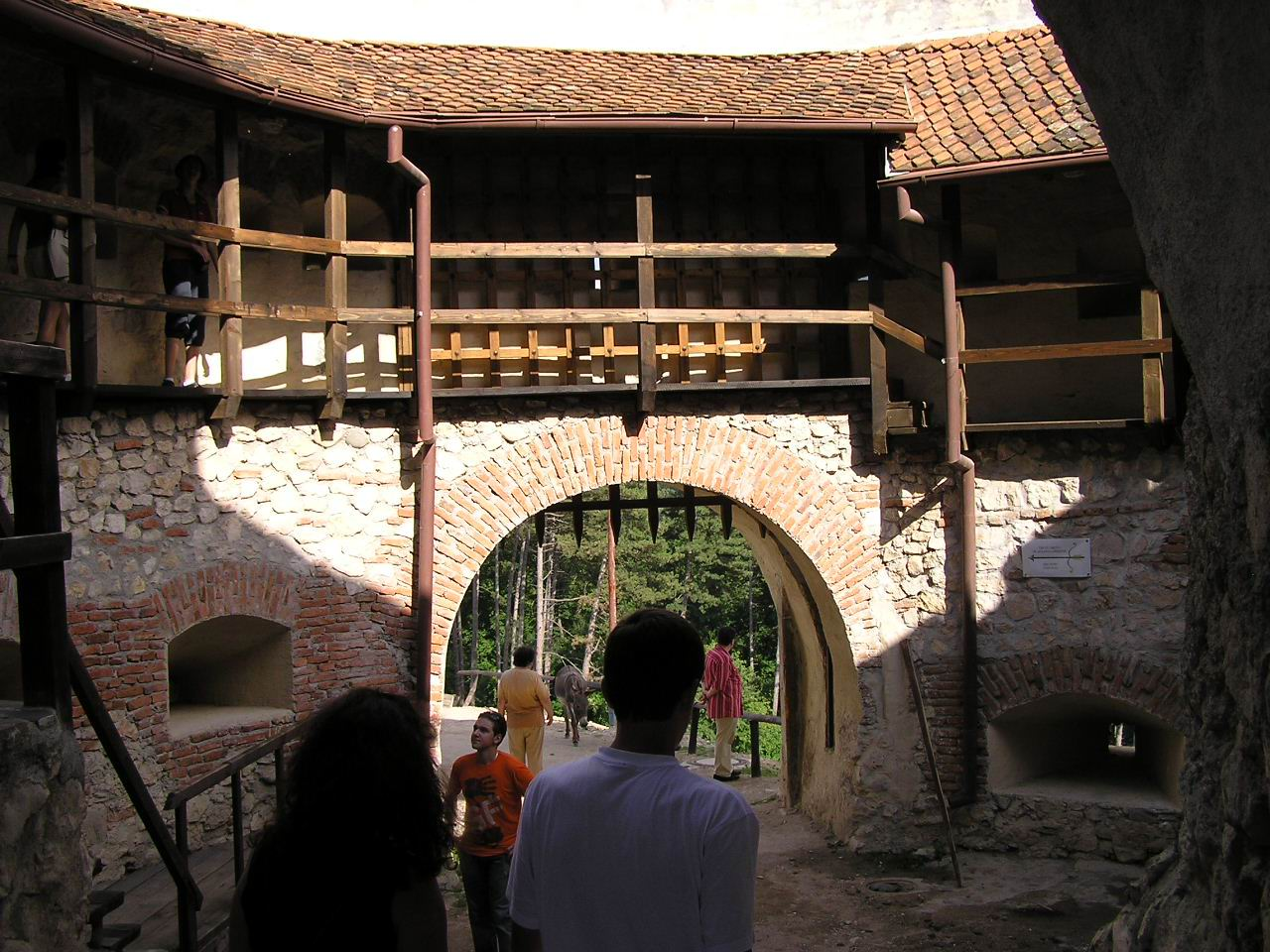
Puerta oriental vista desde el interior.
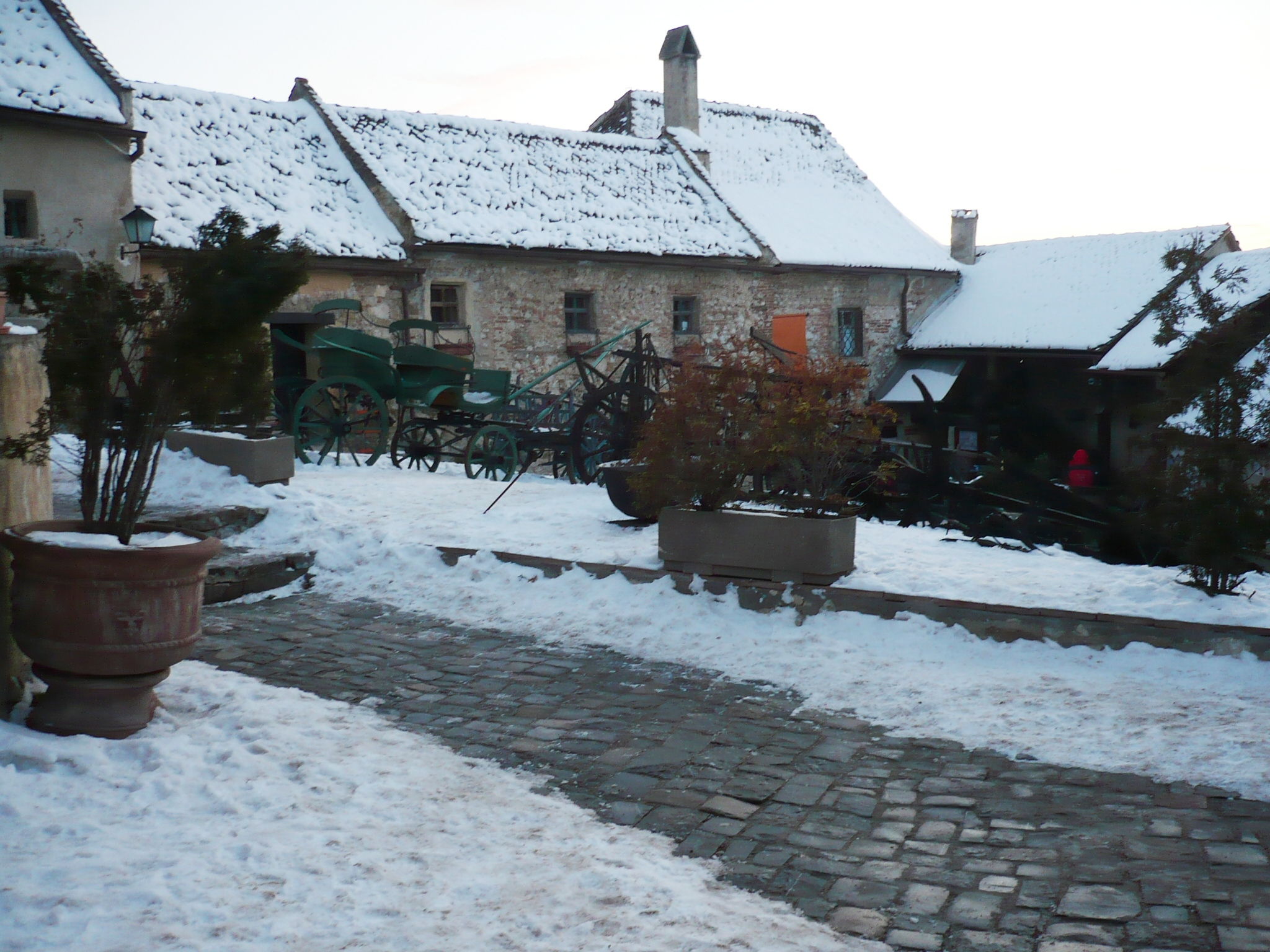
Casas dentro del castillo.
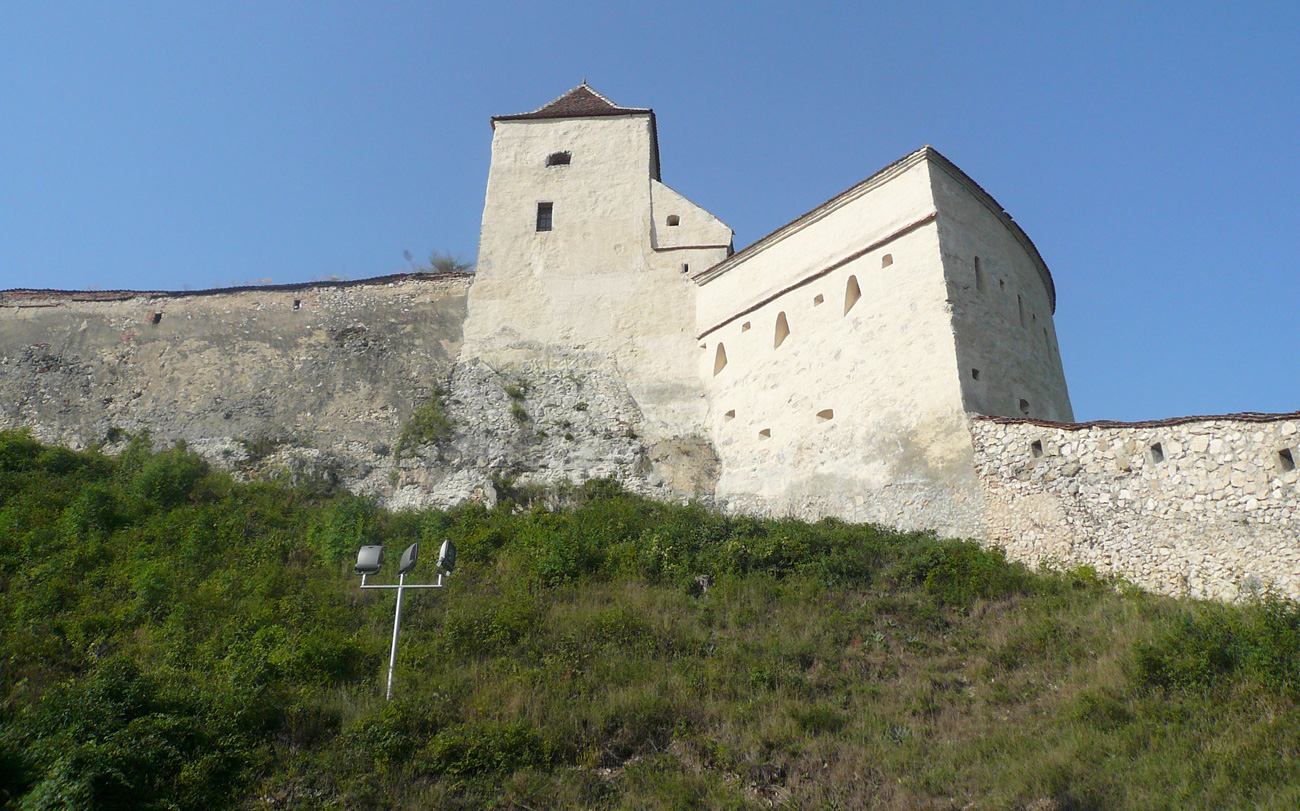
Muralla meridional.
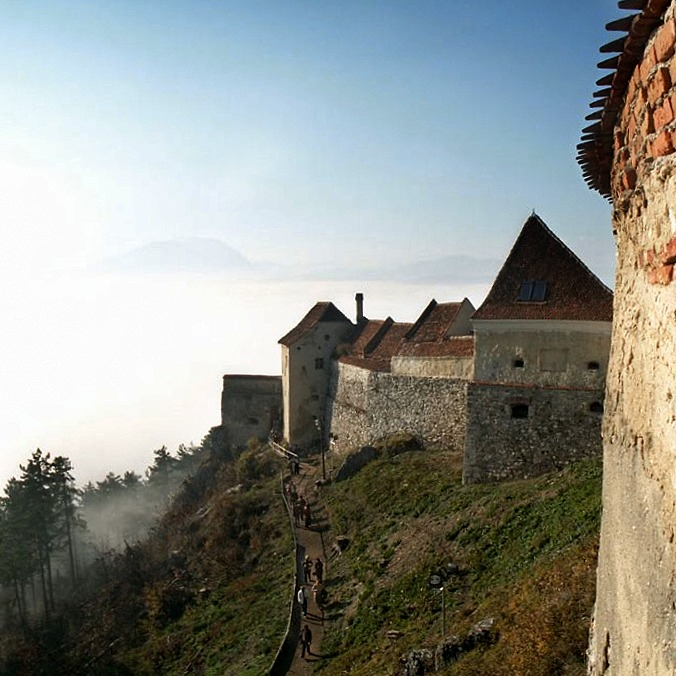
Acceso occidental.
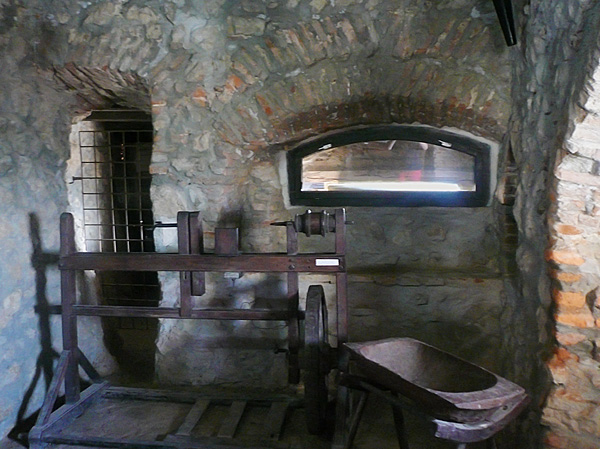
Objetos expuestos en el museo.